# Лига чемпионов УЕФА 2019/2020. Плей-офф
Стадия плей-офф Лиги чемпионов УЕФА 2019/2020 началась 18 февраля и должна была закончиться 30 мая 2020 года. Финальный матч должен был состояться 30 мая 2020 года на Олимпийском стадионе имени Ататюрка в Стамбуле. В плей-офф принимают участие 16 клубов, занявших первые два места в группах на групповом этапе.
Время указано по CET/CEST, в соответствии с правилами УЕФА (местное время, если отличается, указано в скобках).
В связи с пандемией коронавируса ответные матчи 17-18 марта были по итогу перенесены на 7-8 августа.

## Участники
В плей-офф приняло участие 16 клубов, занявших первые два места в восьми группах группового этапа

| Группа | Победитель (сеянные) | 2-е место (несеянные) |
| ------ | -------------------- | --------------------- |
| A      | Пари Сен-Жермен      | Реал Мадрид           |
| B      | Бавария              | Тоттенхэм Хотспур     |
| C      | Манчестер Сити       | Аталанта              |
| D      | Ювентус              | Атлетико Мадрид       |
| E      | Ливерпуль            | Наполи                |
| F      | Барселона            | Боруссия Дортмунд     |
| G      | РБ Лейпциг           | Олимпик Лион          |
| H      | Валенсия             | Челси                 |

## Формат
Каждый этап в раунде плей-офф, кроме финала, разыгрывается в двухматчевом формате, при этом каждая команда играет одну игру дома и на выезде. Команда, которая забивает больше голов в сумме за два этапа, проходит в следующий раунд. Если совокупный счёт равен, то применяется правило выездного гола, то есть команда, которая забивает больше голов в гостях. Если выездные голы также равны, то играется дополнительное время. Правило выездных голов снова применяется после дополнительного времени. Если в дополнительное время забиты голы, а общий счёт всё ещё равен, то гостевая команда проходит дальше благодаря большему количеству забитых голов. Если в дополнительное время не забито ни одного гола, то победители определяются в серии пенальти. В финале, который играется одним матчем, если счёт равен в конце основного времени, то проводится дополнительное время, а затем серия пенальти, если счёт остаётся равным.
Механизм розыгрыша каждого раунда выглядит следующим образом:
- В жеребьёвке 1/8 финала 8 победителей групп сеются, а 8 участников, занявших вторые места, являются несеяными. Сеяные команды играют против несеяных команд. На этом этапе команды из одной группы или одной ассоциации не могут играть друг против друга.
- В жеребьёвках четвертьфиналов и полуфиналов нет никаких ограничений, и команды из одной группы или одной ассоциации могут сыграть друг против друга. Поскольку жеребьёвки четвертьфиналов и полуфиналов проводятся вместе до начала четвертьфиналов, то имена победителей четвертьфиналов на момент жеребьёвки полуфиналов неизвестны. Также проводится дополнительная жеребьёвка, для определения номинального хозяина финала (в административных целях, поскольку он играется на нейтральном поле).

17 июня 2020 УЕФА объявил что из-за распространения COVID-19 в Европе финальный этап соревнований будет изменён. Четвертьфиналы, полуфиналы и финал будут сыграны с 12 по 23 августа 2020 года в формате одного матча на стадионах «Эштадиу да Луш» и «Жозе Алваладе» Лиссабон, Португалия. Предварительно, матчи будут проводиться без зрителей, хотя некоторые болельщики могут быть допущены при условии рассмотрения ситуации и разрешений национального и местного правительства.
После возобновления соревнований в августе 2020 года во время матча было разрешено произвести пять замен, а в случае дополнительного времени и шестую. Команды имеют возможность поменять игроков только три раза за матч, а также во время перерыва между таймами. В соревнованиях, где можно было делать четвертую замену в дополнительное время, разрешат использовать шестую. Это следует из предложения ФИФА, одобренного Международный совет футбольных ассоциаций (ИФАБ), по уменьшению физической нагрузки на футболистов после возобновления соревнований.

## Жеребьёвка
Все процедуры жеребьёвки были проведены в штаб-квартире УЕФА в Ньоне, Швейцария.
После проведения первых ответных матчей 1/16 финала, соревнования были отложены на неопределённый срок из-за распространении COVID-19 в Европе. 23 марта финал, первоначально запланированный на 30 мая 2020 года, был официально перенесён. УЕФА создал рабочую группу для определения календаря оставшейся части сезона.
| Раунд          | Жеребьёвка          | Первый матч                                            | Ответный матч                                          |
| -------------- | ------------------- | ------------------------------------------------------ | ------------------------------------------------------ |
| 1/8 финала     | 16 декабря 2019     | 18/19 и 25/26 февраля 2020 года                        | 10/11 и 17/18 марта 2020 года                          |
| Четвертьфиналы | 10 июля 2020, 12:00 | 12-15 августа 2020                                     | 12-15 августа 2020                                     |
| Полуфиналы     | 10 июля 2020, 12:00 | 18-19 августа 2020                                     | 18-19 августа 2020                                     |
| Финал          | 10 июля 2020, 12:00 | 23 августа 2020 на стадионе «Эштадиу да Луш», Лиссабон | 23 августа 2020 на стадионе «Эштадиу да Луш», Лиссабон |

1. ↑  Жеребьевки четвертьфинала, полуфинала и финала первоначально были запланированы на 20 марта 2020 года
2. ↑  Первые четвертьфинальные матчи первоначально были запланированы на 7-8 апреля, а ответные на 14-15 апреля 2020 года
3. ↑  Первые полуфинальные матчи первоначально были запланированы на 28-29 апреля, а ответные на 5-6 мая 2020 года
4. ↑  Финал изначально был запланирован на 30 мая 2020 года

## 1/8 финала
Жеребьёвка состоялась 17 декабря 2019 года, в 12:00 CET.

### Сводная таблица
Первые матчи были сыграны 18, 19, 26 и 27 февраля, ответные матчи были назначены на 10—11 и 17—18 марта 2020 года, первые матчи были проведены вовремя, но уже матчи 17-18 марта были отменены в связи с пандемией COVID-19 и перенесены на 7-8 августа 2020 года.
| Команда 1         | Итог        | Команда 2       | 1-й матч | 2-й матч   |
| ----------------- | ----------- | --------------- | -------- | ---------- |
| Боруссия Дортмунд | 2:3         | Пари Сен-Жермен | 2:1      | 0:2        |
| Реал Мадрид       | 2:4         | Манчестер Сити  | 1:2      | 1:2        |
| Аталанта          | 8:4         | Валенсия        | 4:1      | 4:3        |
| Атлетико Мадрид   | 4:2         | Ливерпуль       | 1:0      | 3:2 (д.в.) |
| Челси             | 1:7         | Бавария         | 0:3      | 1:4        |
| Олимпик Лион      | 2:2 (г. в.) | Ювентус         | 1:0      | 1:2        |
| Тоттенхэм Хотспур | 0:4         | РБ Лейпциг      | 0:1      | 0:3        |
| Наполи            | 2:4         | Барселона       | 1:1      | 1:3        |

### Матчи
| Боруссия Дортмунд | 2:1     | Пари Сен-Жермен |
| ----------------- | ------- | --------------- |
| Холанн 69′, 77′   | (отчёт) | 75′ Неймар      |

| Пари Сен-Жермен           | 2:0     | Боруссия Дортмунд |
| ------------------------- | ------- | ----------------- |
| Неймар 28′ · Бернат 45+1′ | (отчёт) |                   |

| Реал Мадрид | 1:2     | Манчестер Сити                           |
| ----------- | ------- | ---------------------------------------- |
| Иско 60′    | (отчёт) | 78′ Габриэл Жезус · 83′ (пен.) Де Брёйне |

| Манчестер Сити                  | 2:1     | Реал Мадрид |
| ------------------------------- | ------- | ----------- |
| Стерлинг 9′ · Габриэл Жезус 60′ | (отчёт) | 28′ Бензема |

| Аталанта                                    | 4:1     | Валенсия    |
| ------------------------------------------- | ------- | ----------- |
| Хатебур 16′, 62′ · Иличич 42′ · Фройлер 57′ | (отчёт) | 66′ Черышев |

| Валенсия                      | 3:4     | Аталанта                               |
| ----------------------------- | ------- | -------------------------------------- |
| Гамейро 21′, 51′ · Торрес 67′ | (отчёт) | 3′ (пен.), 43′ (пен.), 71′, 82′ Иличич |

| Атлетико Мадрид | 1:0     | Ливерпуль |
| --------------- | ------- | --------- |
| Сауль 4′        | (отчёт) |           |

| Ливерпуль                   | 2:3     | Атлетико Мадрид                      |
| --------------------------- | ------- | ------------------------------------ |
| Вейналдум 43′ · Фирмино 94′ | (отчёт) | 97′, 105+1′ Льоренте · 120+1′ Мората |

| Челси | 0:3     | Бавария                            |
| ----- | ------- | ---------------------------------- |
|       | (отчёт) | 51′, 54′ Гнабри · 76′ Левандовский |

| Бавария                                                  | 4:1     | Челси       |
| -------------------------------------------------------- | ------- | ----------- |
| Левандовский 10′ (пен.), 83′ · Перишич 24′ · Толиссо 76′ | (отчёт) | 44′ Абрахам |

| Олимпик Лион | 1:0     | Ювентус |
| ------------ | ------- | ------- |
| Тузар 31′    | (отчёт) |         |

| Ювентус                 | 2:1     | Олимпик Лион     |
| ----------------------- | ------- | ---------------- |
| Роналду 43′ (пен.), 60′ | (отчёт) | 12′ (пен.) Депай |

| Тоттенхэм Хотспур | 0:1     | РБ Лейпциг        |
| ----------------- | ------- | ----------------- |
|                   | (отчёт) | 58′ (пен.) Вернер |

| РБ Лейпциг                       | 3:0     | Тоттенхэм Хотспур |
| -------------------------------- | ------- | ----------------- |
| Забитцер 10′, 21′ · Форсберг 87′ | (отчёт) |                   |

| Наполи      | 1:1     | Барселона    |
| ----------- | ------- | ------------ |
| Мертенс 30′ | (отчёт) | 57′ Гризманн |

| Барселона                                    | 3:1     | Наполи               |
| -------------------------------------------- | ------- | -------------------- |
| Лангле 10′ · Месси 23′ · Суарес 45+1′ (пен.) | (отчёт) | 45+5′ (пен.) Инсинье |

## 1/4 финала
Жеребьёвка состоялась 10 июля 2020 года, в 12:00 CET.

### Сводная таблица
Матчи были сыграны с 12 по 15 августа.
| Команда 1      | Результат | Команда 2       |
| -------------- | --------- | --------------- |
| Манчестер Сити | 1:3       | Олимпик Лион    |
| РБ Лейпциг     | 2:1       | Атлетико Мадрид |
| Барселона      | 2:8       | Бавария         |
| Аталанта       | 1:2       | Пари Сен-Жермен |

### Матчи
| Манчестер Сити | 1:3     | Олимпик Лион                 |
| -------------- | ------- | ---------------------------- |
| Де Брёйне 69′  | (отчёт) | 24′ Корне · 79′, 87′ Дембеле |

| РБ Лейпциг            | 2:1     | Атлетико Мадрид        |
| --------------------- | ------- | ---------------------- |
| Ольмо 51′ · Адамс 88′ | (отчёт) | 71′ (пен.) Жуан Феликс |

| Барселона                    | 2:8     | Бавария                                                                                       |
| ---------------------------- | ------- | --------------------------------------------------------------------------------------------- |
| Алаба 7′ (авт.) · Суарес 57′ | (отчёт) | 4′, 31′ Мюллер · 22′ Перишич · 28′ Гнабри · 63′ Киммих · 82′ Левандовский · 85′, 89′ Коутиньо |

| Аталанта    | 1:2     | Пари Сен-Жермен                   |
| ----------- | ------- | --------------------------------- |
| Пашалич 27′ | (отчёт) | 90′ Маркиньос · 90+3′ Шупо-Мотинг |

## 1/2 финала
Жеребьевка полуфинала состоялась 10 июля 2020 года (после жеребьевки четвертьфинала).

### Сводная таблица
Матч были сыграны 18 и 19 августа 2020.
| Команда 1    | Результат | Команда 2       |
| ------------ | --------- | --------------- |
| Олимпик Лион | 0:3       | Бавария         |
| РБ Лейпциг   | 0:3       | Пари Сен-Жермен |

### Матчи
| РБ Лейпциг | 0:3     | Пари Сен-Жермен                           |
| ---------- | ------- | ----------------------------------------- |
|            | (отчёт) | 13′ Маркиньос · 42′ Ди Мария · 56′ Бернат |

| Олимпик Лион | 0:3     | Бавария                            |
| ------------ | ------- | ---------------------------------- |
|              | (отчёт) | 18′, 33′ Гнабри · 88′ Левандовский |

## Финал
Финал прошёл 23 августа на стадионе «Эштадиу да Луш» в Лиссабоне. Номинальный «хозяин» встречи (для административных целей) был определён дополнительной жеребьевкой сразу после жеребьевки четвертьфинала и полуфинала. 
| Пари Сен-Жермен | 0:1     | Бавария   |
| --------------- | ------- | --------- |
|                 | (отчёт) | Коман 59′ |

## Комментарии
1. ↑  CET (UTC+1) для матчей до 28 марта (1⁄8 финала), а CEST (UTC+2) для всех остальных матчей.
2. ↑  Матч между «Пари Сен-Жермен» и «Боруссией Дортмунд» в Париже прошёл без зрителей в связи с пандемией коронавируса 2020 года во Франции[13].
3. ↑  Матч между Манчестер Сити и Реал Мадрид, должен был пройти 17 марта 2020 года в Манчестере, но из-за распространения COVID-19 в Испании, игроки Реала были помещены на карантин[15].
4. 1 2 3 4 5 6 7 8  Оставшиеся матчи еврокубков в августе 2020 года прошли без зрителей из-за распространения COVID-19 в Европе[36]
5. ↑  «Аталанта» проводит домашние матчи на стадионе «Сан-Сиро» в Милане в связи с маленькой вместимостью стадиона «Атлети Адзурри д’Италия» в Бергамо[17][18].
6. ↑  Матч между «Валенсией» и «Аталантой» в Валенсии прошёл без зрителей в связи с распространением COVID-19 в Испании[21].
7. 1 2  Последние два матча 1/8 финала (Бавария v Челси и Барселона v Наполи), должны были состояться 18 марта 2020, но из-за распространения COVID-19 в Европе они были перенесены[6].
8. ↑  Матч между «Баварией» и «Челси» в Мюнхене прошёл без зрителей в связи с распространением COVID-19 в Германии[26].
9. ↑  Матч между «Ювентусом» и «Олимпик Лион» в Турине прошёл без зрителей в связи с пандемией коронавируса 2020 года в Италии[29].
10. ↑  Матч между «Барселоной» и «Наполи» в Барселоне прошёл без зрителей в связи с пандемией коронавируса 2020 года в Испании[34]